# Olympische Sommerspiele 2024/Reiten – Dressur Mannschaft
Der Mannschaftswettbewerb im Dressurreiten bei den Olympischen Spielen 2024 in Paris wurde am 30. Juli und 3. August im Park des Schloss Versailles ausgetragen.
Durch ihren Sieg mit der Mannschaft als auch der Silbermedaille in der Einzel-Dressurkonkurrenz wurde Isabell Werth vor Birgit Fischer zur erfolgreichsten deutschen Olympionikin (Männer und Frauen).

## Ergebnisse

### Grand Prix
Die besten zehn Nationen qualifizierten sich für den Grand Prix Special.
| Rang           | Nation             | Athleten                  | Pferd                      | Ergebnis | Ergebnis | Anm, |
| Rang           | Nation             | Athleten                  | Pferd                      | Einzel   | Gesamt   | Anm, |
| -------------- | ------------------ | ------------------------- | -------------------------- | -------- | -------- | ---- |
| 1              | Deutschland        | Frederic Wandres          | Bluetooth OLD              | 76,118   | 237,546  | Q    |
| 1              | Deutschland        | Isabell Werth             | Wendy                      | 79,363   | 237,546  | Q    |
| 1              | Deutschland        | Jessica von Bredow-Werndl | TSF Dalera BB              | 82,065   | 237,546  | Q    |
| 2              | Dänemark           | Nanna Skodborg Merrald    | Zepter                     | 78,028   | 235,730  | Q    |
| 2              | Dänemark           | Daniel Bachmann Andersen  | Vayron                     | 76,910   | 235,730  | Q    |
| 2              | Dänemark           | Cathrine Laudrup-Dufour   | Freestyle                  | 80,792   | 235,730  | Q    |
| 3              | Großbritannien     | Carl Hester               | Fame                       | 77,345   | 231,196  | Q    |
| 3              | Großbritannien     | Becky Moody               | Jagerbomb                  | 74,938   | 231,196  | Q    |
| 3              | Großbritannien     | Charlotte Fry             | Glamourdale                | 78,913   | 231,196  | Q    |
| 4              | Niederlande        | Dinja van Liere           | Hermes                     | 77,764   | 224,923  | Q    |
| 4              | Niederlande        | Emmelie Scholtens         | Indian Rock                | 74,581   | 224,923  | Q    |
| 4              | Niederlande        | Hans Peter Minderhoud     | Toto Jr.                   | 72,578   | 224,923  | Q    |
| 5              | Schweden           | Juliette Ramel            | Buriël K.H.                | 71,553   | 219,861  | Q    |
| 5              | Schweden           | Patrik Kittel             | Touchdown                  | 74,314   | 219,861  | Q    |
| 5              | Schweden           | Therese Nilshagen         | Dante Weltino              | 73,991   | 219,861  | Q    |
| 6              | Belgien            | Flore de Winne            | Flynn FRH                  | 73,028   | 217,686  | Q    |
| 6              | Belgien            | Larissa Pauluis           | Flambeau                   | 72,127   | 217,686  | Q    |
| 6              | Belgien            | Domien Michiels           | Intermezzo V/H Meerdaalhof | 72,531   | 217,686  | Q    |
| 7              | Frankreich         | Corentin Pottier          | Gotilas du Feauillard      | 70,683   | 214,673  | Q    |
| 7              | Frankreich         | Alexandre Ayache          | Jolene                     | 70,279   | 214,673  | Q    |
| 7              | Frankreich         | Pauline Basquin           | Sertorius de Rima Z        | 73,711   | 214,673  | Q    |
| 8              | Österreich         | Stefan Lehfellner         | Roberto Carlos MT          | 68,183   | 213,493  | Q    |
| 8              | Österreich         | Florian Bacher            | Fidertraum OLD             | 71,009   | 213,493  | Q    |
| 8              | Österreich         | Victoria Max-Theurer      | Abbeglen FH NRW            | 74,301   | 213,493  | Q    |
| 9              | Finnland           | Emma Kanerva              | Greek Air                  | 73,680   | 209,938  | Q    |
| 9              | Finnland           | Henri Ruoste              | Tiffanys Diamond           | 70,621   | 209,938  | Q    |
| 9              | Finnland           | Joanna Robinson           | Glamouraline               | 65,637   | 209,938  | Q    |
| 10             | Australien         | Jayden Brown              | Quincy B                   | 68,991   | 209,115  | Q    |
| 10             | Australien         | William Matthew           | Mysterious Star            | 69,953   | 209,115  | Q    |
| 10             | Australien         | Simone Pearce             | Destano                    | 70,171   | 209,115  | Q    |
| 11             | Kanada             | Naima Moreira Laliberte   | Statesman                  | 68,711   | 203,912  |      |
| 11             | Kanada             | Chris von Martels         | Eclips                     | 66,863   | 203,912  |      |
| 11             | Kanada             | Camille Carier Bergeron   | Finnländerin               | 68,338   | 203,912  |      |
| 12             | Portugal           | António do Vale           | Fine Fellow H              | 66,910   | 201,801  |      |
| 12             | Portugal           | Maria Caetano             | Hit Plus                   | 66,630   | 201,801  |      |
| 12             | Portugal           | Rita Ralao Duarte         | Irao                       | 68,261   | 201,801  |      |
| 13             | Spanien            | Claudio Castilla Ruiz     | Hi-Rico Do Sobral          | 69,829   | 200,683  |      |
| 13             | Spanien            | Juan Antonio Jiménez      | Euclides MOR               | 60,031   | 200,683  |      |
| 13             | Spanien            | Borja Carrascosa          | Frizzantino FRH            | 70,823   | 200,683  |      |
| 14             | Polen              | Katarzyna Milczarek       | Guapo                      | 66,910   | 200,404  |      |
| 14             | Polen              | Sandra Sysojeva           | Maxima Bella               | 73,416   | 200,404  |      |
| 14             | Polen              | Aleksandra Szulc          | Breaking                   | 60,078   | 200,404  |      |
|                | Vereinigte Staaten | Marcus Orlob              | Jane                       | EL       | EL       |      |
| Adrienne Lyle  | Vereinigte Staaten | Helix                     | 72,593                     |          | EL       |      |
| Steffen Peters | Vereinigte Staaten | Suppenkasper              | 66,491                     |          | EL       |      |

### Grand Prix Special
| Rang | Nation         | Athleten                  | Pferd                      | Ergebnis | Ergebnis |
| Rang | Nation         | Athleten                  | Pferd                      | Einzel   | Gesamt   |
| ---- | -------------- | ------------------------- | -------------------------- | -------- | -------- |
| 1    | Deutschland    | Frederic Wandres          | Bluetooth OLD              | 75,942   | 235,790  |
| 1    | Deutschland    | Isabell Werth             | Wendy                      | 79,894   | 235,790  |
| 1    | Deutschland    | Jessica von Bredow-Werndl | TSF Dalera BB              | 79,954   | 235,790  |
| 2    | Dänemark       | Daniel Bachmann Andersen  | Vayron                     | 75,973   | 235,669  |
| 2    | Dänemark       | Nanna Skodborg Merrald    | Zepter                     | 78,480   | 235,669  |
| 2    | Dänemark       | Cathrine Laudrup-Dufour   | Freestyle                  | 81,216   | 235,669  |
| 3    | Großbritannien | Becky Moody               | Jagerbomb                  | 76,489   | 232,492  |
| 3    | Großbritannien | Carl Hester               | Fame                       | 76,520   | 232,492  |
| 3    | Großbritannien | Charlotte Fry             | Glamourdale                | 79,483   | 232,492  |
| 4    | Niederlande    | Hans Peter Minderhoud     | Toto Jr.                   | 72,644   | 221,048  |
| 4    | Niederlande    | Emmelie Scholtens         | Indian Rock                | 70,684   | 221,048  |
| 4    | Niederlande    | Dinja van Liere           | Hermes                     | 77,720   | 221,048  |
| 5    | Belgien        | Domien Michiels           | Intermezzo V/H Meerdaalhof | 72,386   | 215,714  |
| 5    | Belgien        | Larissa Pauluis           | Flambeau                   | 69,179   | 215,714  |
| 5    | Belgien        | Flore de Winne            | Flynn FRH                  | 74,149   | 215,714  |
| 6    | Frankreich     | Corentin Pottier          | Gotilas du Feauillard      | 71,748   | 215,289  |
| 6    | Frankreich     | Alexandre Ayache          | Jolene                     | 70,821   | 215,289  |
| 6    | Frankreich     | Pauline Basquin           | Sertorius de Rima Z        | 72,720   | 215,289  |
| 7    | Schweden       | Juliette Ramel            | Buriël K.H.                | 68,830   | 212,811  |
| 7    | Schweden       | Therese Nilshagen         | Dante Weltino              | 69,650   | 212,811  |
| 7    | Schweden       | Patrik Kittel             | Touchdown                  | 74,331   | 212,811  |
| 8    | Finnland       | Henri Ruoste              | Tiffanys Diamond           | 71,322   | 212,036  |
| 8    | Finnland       | Joanna Robinson           | Glamouraline               | 66,413   | 212,036  |
| 8    | Finnland       | Emma Kanerva              | Greek Air                  | 74,301   | 212,036  |
| 9    | Österreich     | Stefan Lehfellner         | Roberto Carlos MT          | 67,143   | 211,505  |
| 9    | Österreich     | Florian Bacher            | Fidertraum OLD             | 70,608   | 211,505  |
| 9    | Österreich     | Victoria Max-Theurer      | Abbeglen FH NRW            | 73,754   | 211,505  |
| 10   | Australien     | Jayden Brown              | Quincy B                   | 70,152   | 207,203  |
| 10   | Australien     | William Matthew           | Mysterious Star            | 69,711   | 207,203  |
| 10   | Australien     | Simone Pearce             | Destano                    | 67,340   | 207,203  |